# Assassinat de Nicole Saavedra
Nicole Saavedra Bahamondes est une femme chilienne, assassinée en juin 2016, alors qu'elle avait 23 ans, dans la région de Valparaíso, au Chili. En octobre 2021, Víctor Pulgar est condamné pour les délits de séquestration et viol suivi de meurtre. Selon la famille de la victime, il s'agit d'un crime lesbophobe.

## Antécédents
Nicole Alejandra Saavedra Bahamondes est née dans la commune du Melón le 9 août 1992. Elle est la benjamine de deux frères au sein d'une famille monoparentale,. Elle grandit avec sa mère dans la localité du Melón et maintient une relation strictement économique avec son père. Enfant, elle est scolarisée au collège Santa Isabel de Quillota puis étudie à l'Institut de Quillota une formation de technicienne en prévention de risque.
À l'âge de quatorze ans, elle annonce à sa famille qu'elle est lesbienne,. Dans la communauté agricole du Melón, elle connaît la double difficulté d'être femme et lesbienne,. Un an avant son assassinat, elle est victime d'une attaque par un membre d'un gang néonazi,.

## Assassinat et enquête
Nicole Saavedra est vue en vie pour la dernière fois le 18 juin 2016 dans la commune de Quillota, où elle attend un bus après une fête dans la maison de quelques amis,,. Son corps est retrouvé à Limache une semaine après, le 25 juin 2016, par Antonio Sepúlveda, propriétaire du terrain, avec les mains attachées, des blessures résultant d'objets tranchants, et des coups.
L'autopsie date sa mort 30 heures avant sa découverte et montre un abus sexuel,.
En juin 2018, face aux peu d'avancées de l'enquête dirigée par le procureur Juan Emilio Gatica, la famille de Nicole Saavedra, accompagnée par des organisations lesbiennes, féministes et du Réseau chilien contre la violence faites aux femmes (en espagnol : Red Chilena Contra la Violencia hacia las Mujeres), manifeste devant le Ministère public pour exiger la désignation d'un procureur s'occupant exclusivement de l'enquête et un déplacement de l'enquête vers Quillota : ces demandes sont acceptées.
En octobre 2019, le Ministère public de Valparaíso identifie grâce à un test ADN l'auteur présumé, Víctor Pulgar, un chauffeur de bus du parcours Le Melón - Limache,. L'homme purge alors une peine de 10 ans pour viol sur mineure, et est en attente d'un autre procès pour le même crime. L'identification a lieu après que le ministère public a trouvé le téléphone portable de Saavedra en possession d'une parente de Víctor Pulgar.
En janvier 2020, Víctor Pulgar est formalisé pour les délits de viol avec meurtre et séquestration de Nicole Saavedra, en plus des délits de vol et recel.

## Caractère lesbophobe du crime
Les membres de la famille de Nicole Saavedra considèrent qu'elle a été assassinée à cause de son orientation sexuelle,,,. Ils indiquent qu'elle avait déjà reçu des menaces à propos de son lesbianisme.
Au moins trois femmes lesbiennes ont été assassinées dans ce secteur de région de Valparaíso : María Pía Castro en 2008, Nicole Saavedra en 2016 et Susana Sanhueza en 2017. En juin 2019, la BBC diffuse le reportage La Zone Rouge : la région du Chili dans laquelle les lesbiennes vivent avec la peur d'être assassinées (en espagnol : La Zona Roja: la región de Chile en la que las lesbianas viven con miedo a ser asesinadas), qui qualifie la région de zone rouge « à cause de son historique de peu de tolérance avec le lesbianisme »,,. Sur ce thème, les journalistes Daniela Contador et Carolina Millalen ont aussi réalisé le documentaire Camionneuses. Crimes de lesbophobie dans la Ve Région (en espagnol : Camionas. Crímenes de Lesbofobia en la V Región) qui a été diffusé en 2020. Carolina Millalen a raconté avoir vu au Melón un tag qui disait « elle méritait plus » en allusion à la mort de Nicole Saavedra.

## Campagne de soutien

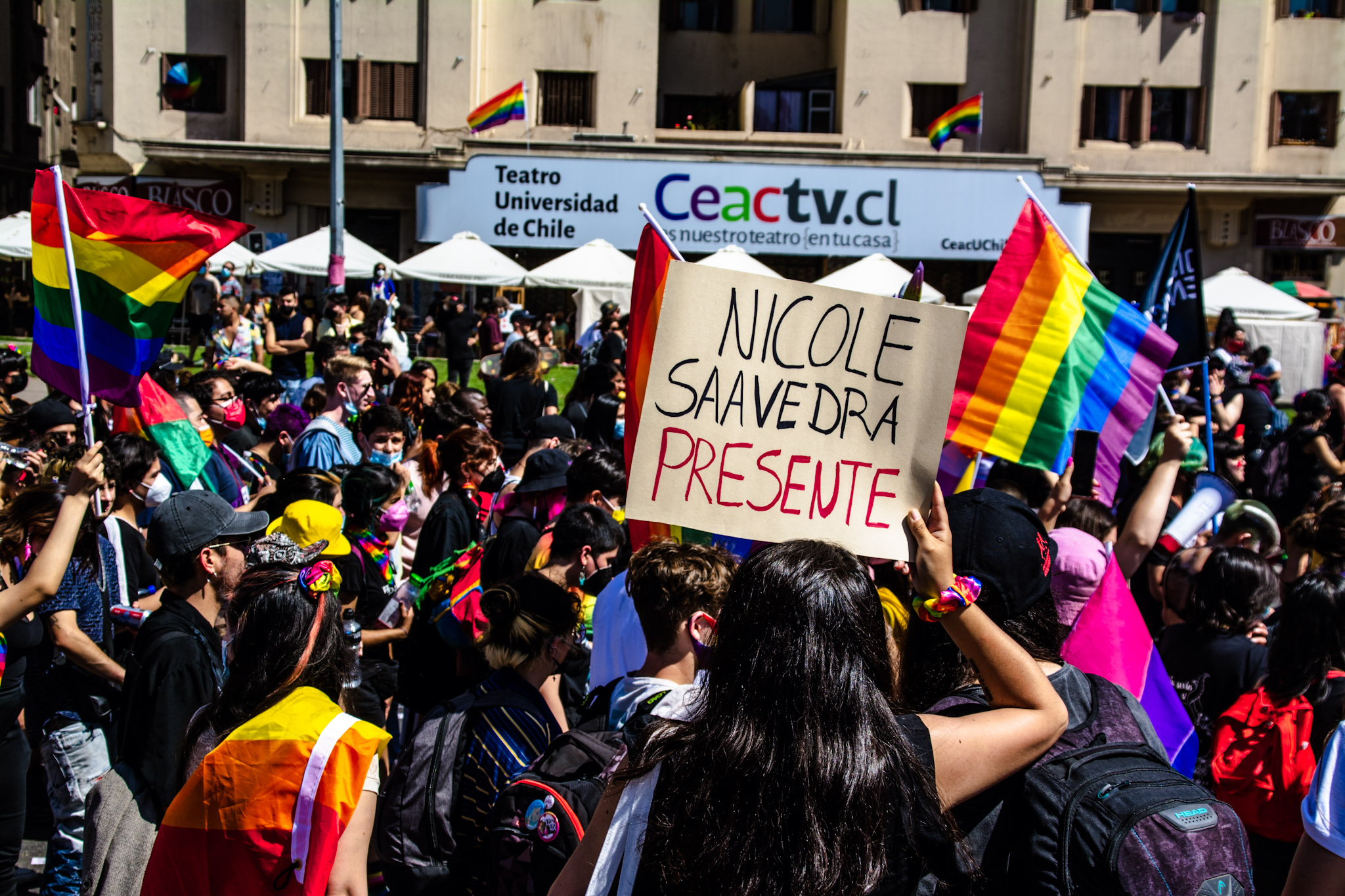
Pancarte en mémoire de Nicole Saavedra lors de la marche des Fiertés 2022 à Santiago

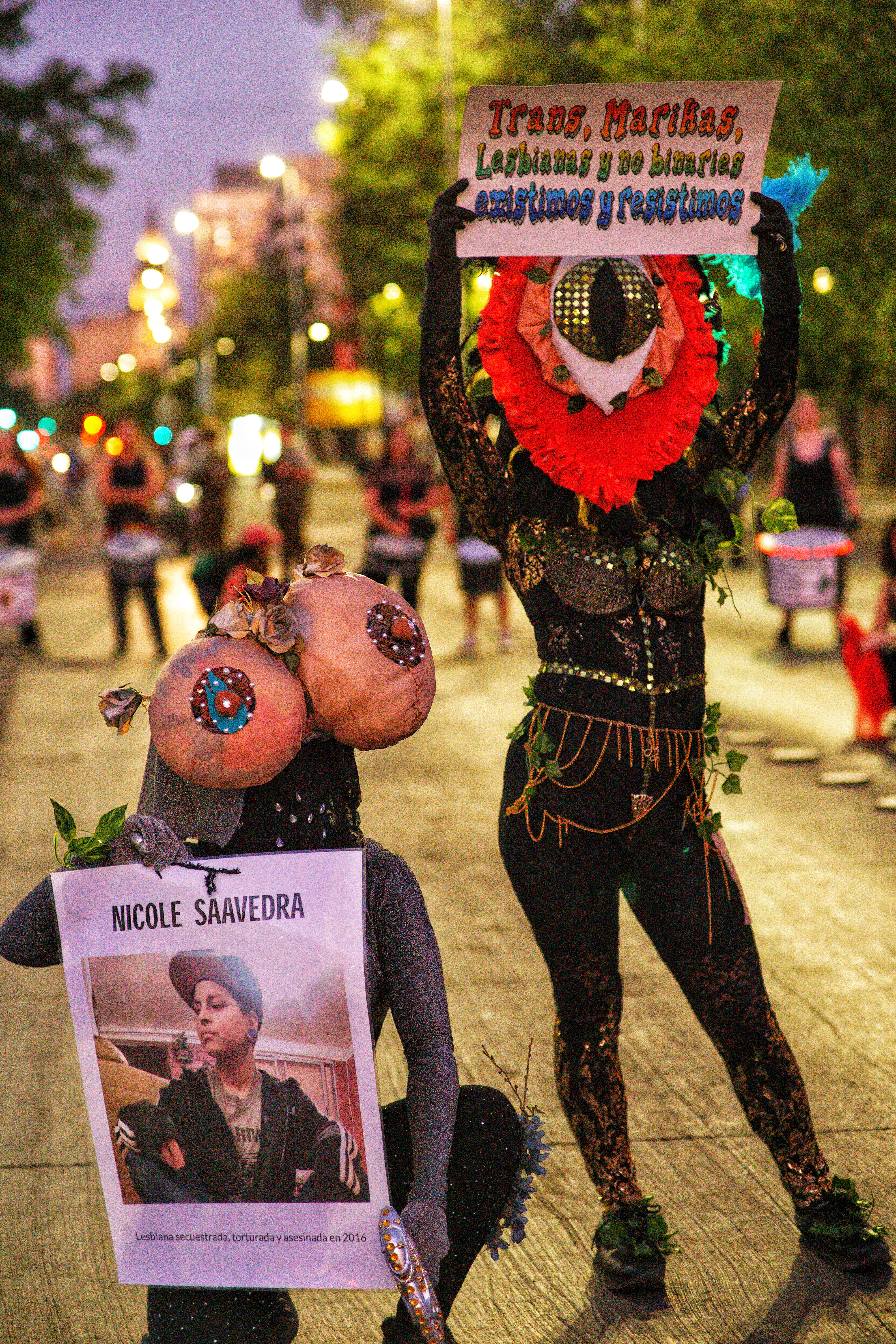
Performance lors de la Journée internationale contre la violence faite aux femmes en novembre 2023 à Santiago incluant une photo de Nicole Saavedra

Diverses associations coordinatrices féministes locales comme des Fisuras Colectivas et Asili Dales ont craint que l'enquête soit archivée sans avoir trouvé de coupable, et ont conseillé à la famille d’engager l'avocate Silvana del Valle, qui appartient au réseau chilien contre la violence faite aux femmes.
Plusieurs manifestations et marches sont organisées pour Nicole Saavedra, auxquelles participe entre autres le Groupe lesbien brisant le silence (en espagnol : Agrupación lésbica rompiendo el silencio) entre autres organisations. Cette même organisation critique le peu de soutien du mouvement gay.
En 2017, la cousine de Nicole Saavedra, María Bahamondes, s'enchaîne au Ministère public de Quillota pour attirer l'attention sur le cas. En 2019, la famille et des organisations féministes prennent le bâtiment du Ministère public de Quillota pour exiger des avancées de l'enquête ; cinq femmes sont arrêtées. Cette même année, l'Institut national de droits humains appelle « l'État du Chili à réaliser tous les efforts pour que se réalise une enquête rigoureuse »,. En 2019 également, diverses organisations de femmes, trans, bi et lesbiennes féministes exigent que le cas soit considéré crime de haine pour lesbicide.
En 2019, des marches sont organisées en souvenir des 3 ans d'impunité du cas.
En janvier 2021, plus de 700 organisations et personnes signent une lettre pour soutenir les personnes ayant été arrêtées alors qu'elles demandaient des avancées dans l'enquête.

## Polémiques et critiques à propos de l'enquête
La cousine de la victime, María Bahamondes, critique l'action des carabiniers et de la PDI qui selon elle n'ont pas fait ce qu'ils devaient faire pour permettre de retrouver Nicole Saavedra encore en vie.
Le cas a été catégorisé comme meurtre, ce qui a été critiqué par Silvana del Valle, avocate de la famille depuis mars 2017, qui considère que la catégorie devrait être séquestration avec meurtre. Elle critique aussi la difficulté d'accès aux copies du dossier de l'enquête et le peu d'intérêt du procureur pour que l'enquête avance,.
Le Ministère public est critiqué pour la lenteur de l'enquête, qui a mis trois ans avant de trouver le coupable, qui en 2021 n'avait pas encore été condamné,. De plus, l'arrestation de membres de la famille de la victime pour des dégâts et des désordres commis pendant des manifestations provoque l'indignation de la famille.
La famille critique aussi la faible couverture médiatique du meurtre de la part de la presse.

## Sentence
Le 21 octobre 2021, le Tribunal de jugement oral au pénal de Quillota déclare Víctor Pulgar coupable pour sa participation en qualité d'auteur du délit de séquestration avec viol et meurtre. D'autre part, le tribunal rejette la circonstance aggravante de crime de haine. Sur ce point, la sentence conclut : « Bien que soit dûment accréditée l'orientation sexuelle de Nicole Saavedra Bahamondes, ainsi que son expression de genre, cette dernière étant notoire et visible pour n'importe qui, ce qui inclut l'accusé, la circonstance aggravante exige que le délit ait été motivé uniquement ou principalement par la discrimination envers la victime, provoqué par la-dite condition, ce qui n'a pas été accrédité ». Le tribunal considère la circonstance aggravante de traîtrise. La condamnation de Pulgar a été communiquée le 29 octobre 2021 et consistait en une peine de prison à perpétuité.